# Gisela Freudenberg (Schauspielerin)
Gisela Freudenberg (* 1953 in der DDR) ist eine deutsche Schauspielerin. 

## Leben
Sie absolvierte ihr Schauspielstudium an der Staatlichen Schauspielschule Berlin. Nach dem Studium begann ihre Film- und Fernsehtätigkeit, ihre erste Filmrolle als Rehkitz in Dean Reeds DEFA-Indianerfilm Blutsbrüder sollte ihren späteren Lebensweg entscheidend prägen.
Als der Film während eines Filmfestivals in Moskau aufgeführt wurde, verliebte sich die Künstlerin in einen anwesenden Münchener Filmkritiker, dessentwegen sie 1979 nach Westdeutschland übersiedeln durfte. In der Bundesrepublik angelangt, verkörperte sie bereits 1980 die Claudia in Rudolf Thomes Kinofilm Berlin Chamissoplatz, gefolgt von einigen Fernsehauftritten in Fernsehreihen wie Tatort. Bei den Dreharbeiten zum Fernsehspiel Schlange, Herz und Pantherkopf Mitte der 1980er Jahre entdeckte Regisseur Rainer Wolffhardt die Künstlerin, der er später die Rolle der Sara Soleder in seiner Fernsehserie Löwengrube anbot. Anschließend folgten noch einige Nebenrollen in Fernsehproduktionen, doch die Schauspielerin zog sich weitgehend ins Privatleben zurück.

## Filmografie (Auswahl)
- 1975: Blutsbrüder
- 1980: Berlin Chamissoplatz
- 1980: Karriere
- 1980: Primel macht ihr Haus verrückt
- 1981: Kenn’ ich, weiß ich, war ich schon!
- 1982: Tatort: Tod auf dem Rastplatz
- 1983: Tatort: Roulette mit 6 Kugeln
- 1985: Nachtgelächter (Fernsehfilm)
- 1986: Schlange, Herz und Pantherkopf (Fernsehfilm)
- 1989: Löwengrube (Fernsehserie)
- 1992: Tod der Engel (Fernsehfilm)
- 1994: Anwalt Abel – Ihr letzter Wille gilt (Fernsehreihe)
- 2000: Oh du fröhliche … Münchner Weihnachtskomödie (Fernsehfilm)
- 2003: Geschichten aus dem Nachbarhaus: Pauline & Co. (Fernsehfilm)

## Theater
- 1973: Arne Leonhardt: Der Abiturmann – Regie: Ernstgeorg Hering (Volksbühne Berlin – Stern)